# Obszar tranzytowy
Obszar tranzytowy - obszar geograficzny składający się z określonych stref numeracyjnych, obsługiany przez tranzytową automatyczną centralę międzymiastową danego operatora telekomunikacyjnego. Sieć telefoniczna Telekomunikacji Polskiej jest podzielona na 12 obszarów tranzytowych.